# 3Arena
Le 3Arena est une salle de spectacles située à North Wall Quay dans les Docklands de Dublin (Irlande), ouverte sous le nom de The O2 le 16 décembre 2008, d'une capacité de 13 000 places.
À cet emplacement s'élevait auparavant une salle de concerts et de spectacles, appelée initialement le Point Theatre, surnommée à l'origine The Point Depot (et appelée plus souvent The Point), en reconnaissance de son rôle d'origine en tant que gare ferroviaire de manutention de marchandises. Cette salle a ensuite été renommée The O2, active de 1988 à 2007, qui, avec une capacité maximale de 8 500 places assises, était déjà l'une des plus grandes du pays. C'est le seul lieu à avoir accueilli à trois reprises le Concours Eurovision de la chanson, en 1994, 1995 et 1997.
La salle a été renommée le 4 septembre 2014 en raison du rachat d’O2 Ireland par Three Ireland. Elle appartient aujourd’hui à une filiale de Live Nation, Apollo Leisure Group Ltd. Le lieu est parmi les dix arènes musicales les plus fréquentées au monde.

## Nom
Après sa fermeture en 2007, le site a subi un important réaménagement et a été renommé The O2 d’après la marque de télécommunications O2, tel que la salle The O2 à Londres. En 2008, O2 a payé 25 millions d'euros pour les droits de dénomination pendant 10 ans. À la suite de la vente de l'opérateur de réseau mobile O2 Ireland au concurrent 3 Ireland en juin 2014, le lieu a été renommé 3Arena le 4 septembre 2014.

## Structure et design

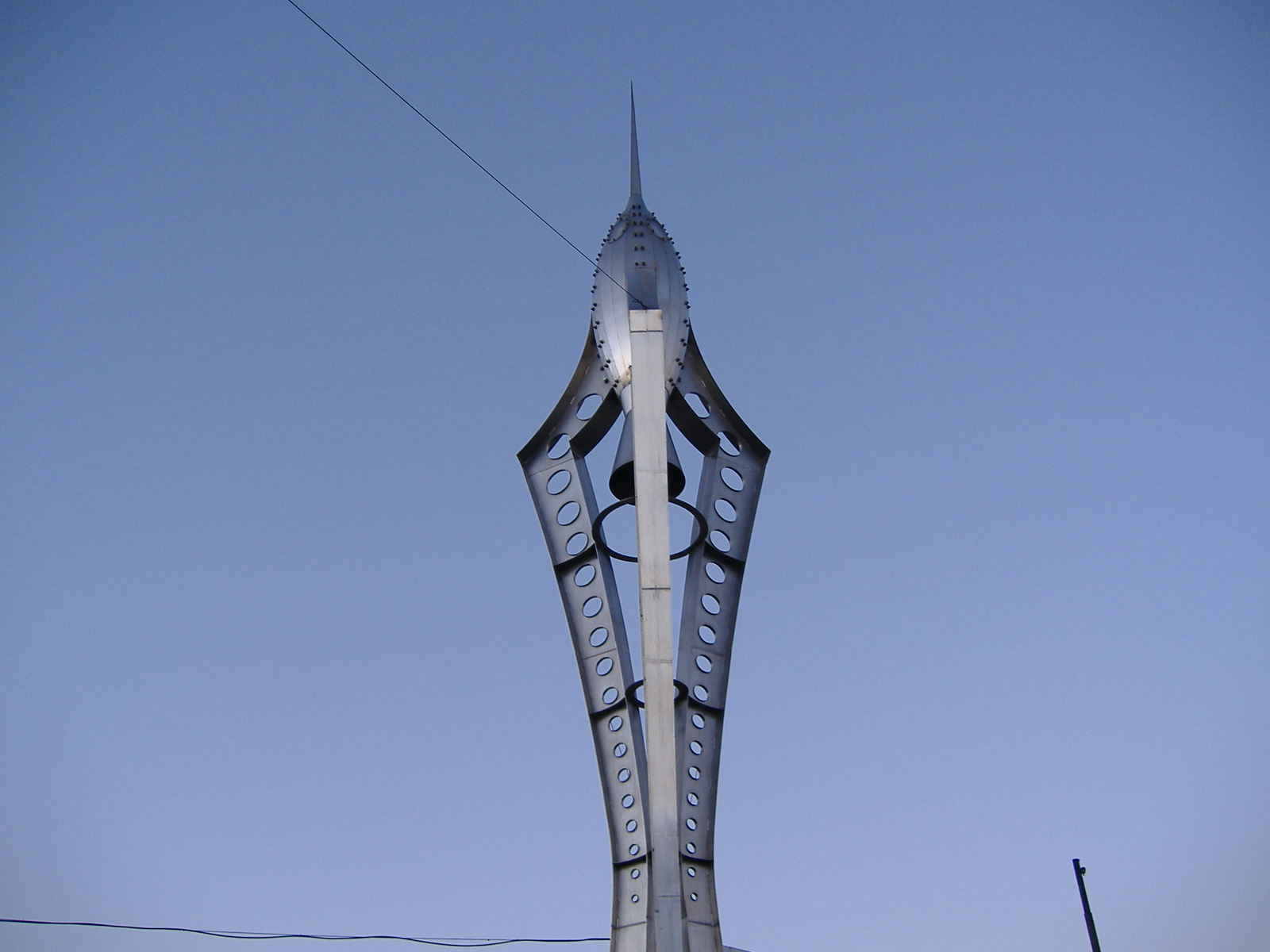
La fusée, située juste à l'extérieur du bâtiment.

Le siège le plus éloigné se trouve à 60 mètres de la scène, 20 mètres plus près que dans The Point. Ce résultat a été obtenu en disposant les sièges autour de la scène dans une gigantesque disposition des "fans" que les architectes ont comparé au Colisée de Rome. Il n'y a pas de box réservés à des entreprises à l'intérieur de la salle. La zone des coulisses dispose d'une aire de chargement "substantielle" pour les camions. L'alcool est disponible dans une zone de haute sécurité du site dans le but de limiter la consommation d'alcool des mineurs. Avant le réaménagement, la capacité en sièges était de 6 300 ou 8 500 debout.
Mike Adamson, le PDG de Live Nation Ireland, a affirmé que les fans irlandais n'avaient pas été changés lors d’événements majeurs dans le lieu précédent en raison de dimensions restreintes. "Il n'a pas toujours été possible de faire venir tous les spectacles en tournée en Europe à cause des restrictions. C'est maintenant le cas. Certains spectacles ne pouvaient pas convenir. Par exemple, George Michael ne pouvait mettre en scène que les trois quarts de sa production au Point. Nous sommes là-haut maintenant avec d'autres sites en Europe." Le développeur Harry Crosbie a déclaré que le Point avait une sensation "grungy" "qui convenait à Dublin à l'époque". Il a affirmé que ce serait un "lieu magnifique" créé pour un public plus "sophistiqué".

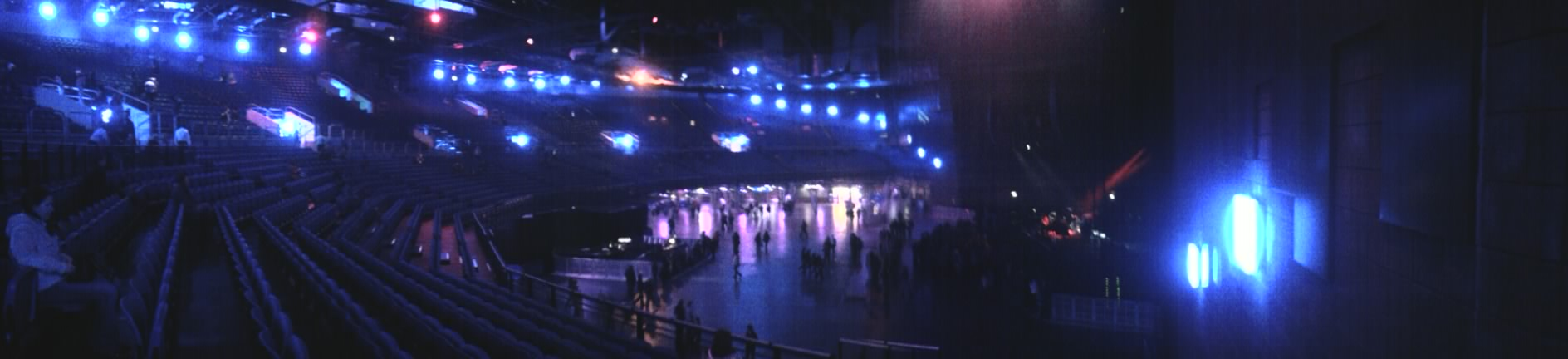
Vue panoramique de l’intérieur de la 3Arena.

## Fréquentation
En 2011, la salle été nommée comme la cinquième arène musicale la plus achalandée au monde avec 670 000 ventes de billets, la plaçant derrière l'O2 Arena de Londres, la Manchester Arena, le Sportpaleis d'Anvers et la Rod Laver Arena de Melbourne. En 2012, elle est passée à la 4e place et, en 2013, elle est retombée à la 9e place.

## Événements notables

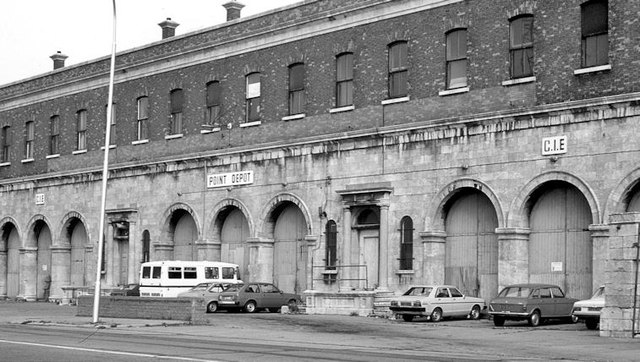
Le Point Depot en 1983.

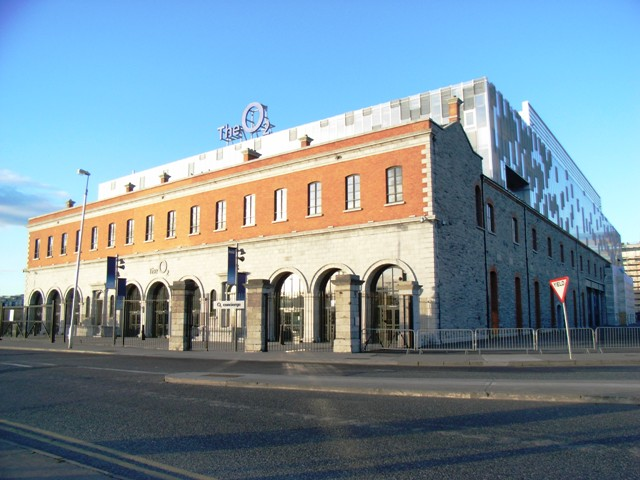
Le bâtiment avec l’enseigne, en novembre 2009.

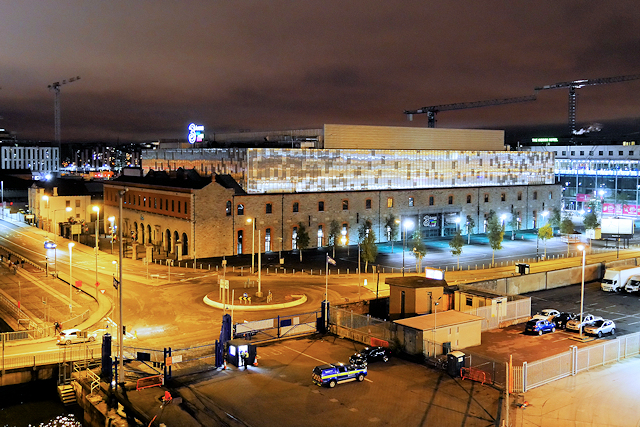
Vue extérieure de nuit de la 3Arena en 2017.

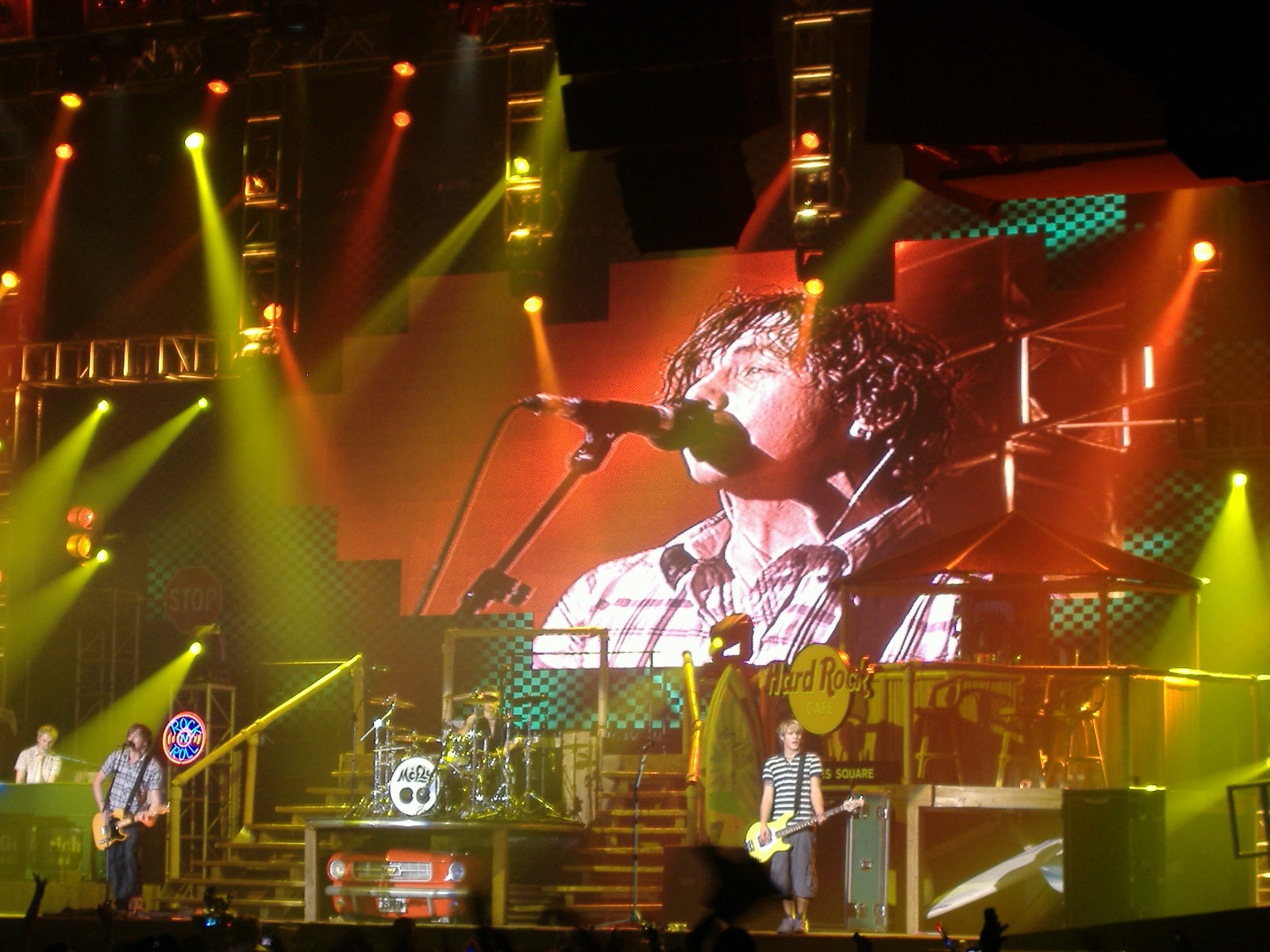
McFly en concert au Point Depot, dans le cadre de leur tournée Motion in the Ocean.

En mai 1988, U2 a été le premier groupe à jouer au Point Depot, lorsque The Edge a interprété seul Van Diemen's Land, puis quand Bono et sa bande ont joué Desire devant un public privé. Ces séquences ont été enregistrées et ont été utilisées dans le film Rattle and Hum. C’est également au Point Depot que U2 a reçu du matériel d'enregistrement supplémentaire pour la réalisation de ce film.
Le premier événement à y avoir lieu a été le ChildLine Concert le 16 décembre 2008.
En septembre 2010, il y a eu un concert controversé de Guns N 'Roses au cours duquel le groupe était arrivé très en retard, et le public dublinois leur avait lancé des bouteilles. Le groupe américain a cessé de jouer. La plupart des spectateurs ont alors quitté le bâtiment avec dégoût, mais le groupe est revenu plus tard pour terminer le spectacle,,,,. Le groupe est revenu en 2012 mais n'a réussi à remplir la salle qu’à 47%.
Rammstein a présenté son tout premier spectacle en Irlande dans cette salle le 27 février 2012 dans le cadre de sa tournée Made in Germany 1995-2011.
Depuis mars 2014, l'arène accueille le festival C2C :Country to Country et est le deuxième lieu hôte le plus ancien après l'O2 Arena de Londres.
U2 a donné quatre concerts en novembre 2015, dans le cadre de sa tournée Innocence + Experience Tour. La configuration complète de la scène de U2 n'a pas pu être montée au 3Arena en raison de la configuration du lieu en tant qu'amphithéâtre. La scène de U2 avait été conçue pour une arène intérieure complète, mais a été reconfigurée pour les concerts de la 3Arena,.
Depuis décembre 2015, la 3Arena accueille gracieusement le RTÉ 2fm Xmas Ball, un concert caritatif annuel au profit de l’ISPCC. Au fil des ans, parmi les têtes d'affiche de ces concerts, il y a eu des personnalités comme Kodaline, Hozier, Picture This (en) et The Script.
Britney Spears est venue avec sa tournée Piece of Me le 20 août 2018. Les billets pour ce concert se sont vendus dans les 10 minutes après l’ouverture des ventes.
Twenty One Pilots s'est produit au 3Arena le 1er mars 2019 lors de l'étape européenne de son The Bandito Tour. Ce fut le premier concert du duo à Dublin en près de cinq ans, le dernier étant celui qui avait eu lieu à l'Académie en novembre 2014 lors de la tournée Quiet is Violent Tour.
Le 22 mai 2019, Mariah Carey est montée sur la scène de la 3Arena lors de son tout premier concert en Irlande, dans le cadre de sa tournée mondiale Caution World Tour.
Christina Aguilera, quant à elle, s'est produite à la 3Aréna lors de sa tournée X Tour en 2019.
Le groupe The 1975 a joué à la 3Arena à trois reprises. Une première fois le 24 mars 2016, dans le cadre de leur tournée I Like It When You Sleep Tour. Une deuxième fois le 10 janvier 2019, lors de la première partie de leur Music for Cars Tour au Royaume-Uni et en Irlande. Puis une troisième fois le 3 mars 2020, lors de la dernière date de la deuxième partie au Royaume-Uni et en Irlande du Music for Cars Tour.
La WWE est une organisation de spectacles de catch qui vient fréquemment à la 3Arena. Elle y a organisé plusieurs "House Show" chaque année depuis 2009. Lors d'une soirée SmackDown le 9 mai 2019, l’américaine Charlotte Flair et la dublinoise Becky Lynch ont organisé le spectacle lors d'un match pour le Championnat féminin de SmackDown, devenant ainsi les premières femmes à participer à un événement principal de lutte professionnelle à la 3Arena.

## Transports
Les clients sont invités à utiliser les transports en commun pour se rendre sur le site. Des parkings sont accessibles dans Point Village, le quartier voisin. En plus des services de ferry et de navettes indiqués sur le site Web de la 3Arena, la ligne n ° 151 de la Dublin Bus dessert le site à un rythme régulier.
En raison du volume élevé de trafic piétonnier quittant le lieu après les concerts, de vastes restrictions de circulation sont mises en place par la garda lors de tels événements le long du North Wall Quay et sur le pont à péage East Link (qui maintenant s’appelle Tom Clarke Bridge).
Une extension de la ligne rouge du tramway Luas, qui arrive à l'arrêt nommé "The Point", à l'arrière du site, a été inaugurée le 8 décembre 2009. Elle relie la 3Arena à la station Connolly du DART. Cela a coïncidé avec un concert de Lily Allen qui avait lieu ce jour-là.
Ceux qui voyagent vers la 3Arena depuis l'aéroport de Dublin peuvent emprunter les Dublin Bus de la route 747, les bus Greystones ou les autocars de la Dalkey Aircoach qui s'arrêtent devant la salle, tandis que plusieurs autres opérateurs privés desservent également le site.